# Eristoff Black
Eristoff Black, también conocido como vodka negro, es una bebida alcohólica elaborada a base de vodka (Eristoff) y licor de frutos del bosque. Su volumen alcohólico oscila alrededor de los 18º. Suele ser mezclado con Reign, Kem Extreme, lima, Fanta, Redbull , lícor de manzana con Coca-cola, Coca-cola a secas. Se caracteriza por su color negro oscuro y pintar la lengua de un color negro azulado.